# Frankolin obrożny
Frankolin obrożny, frankolin (Francolinus francolinus) – gatunek ptaka z rodziny kurowatych (Phasianidae). Jest ptakiem lęgowym w Azji Zachodniej i Południowej, został  wprowadzony w Toskanii.

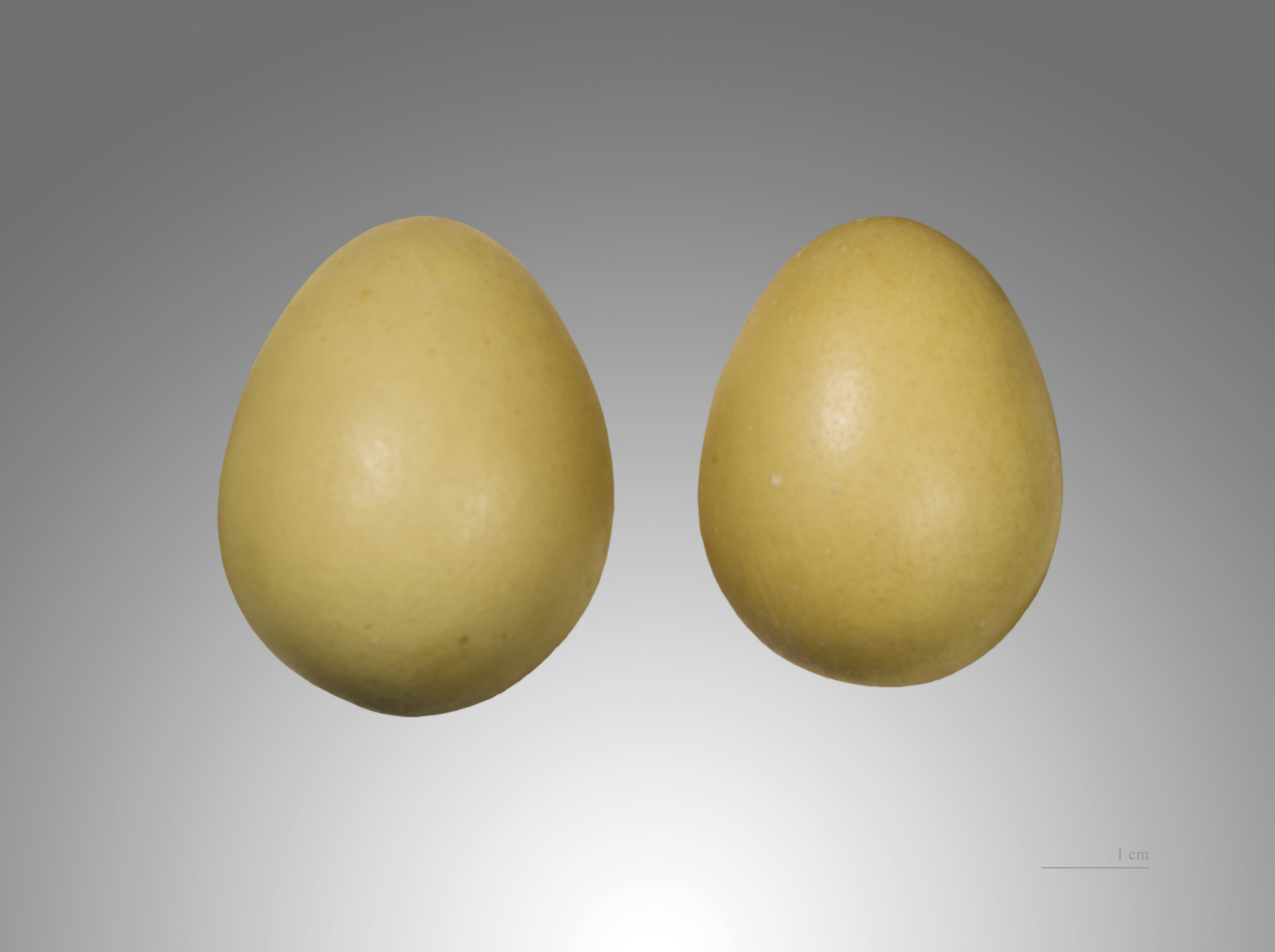
Jaja frankolina obrożnego

## Systematyka
Wyróżniono kilka podgatunków F. francolinus:
- F. francolinus francolinus – Cypr i Anatolia na południe do Izraela i na wschód do Iranu i Turkmenistanu.
- F. francolinus arabistanicus – środkowy i południowy Irak, południowo-zachodni Iran.
- F. francolinus bogdanovi – południowy Iran, południowy Afganistan, południowo-zachodni Pakistan.
- F. francolinus henrici – południowy Pakistan, zachodnie Indie.
- F. francolinus asiae – zachodnie i środkowe Indie, Nepal, Bhutan.
- F. francolinus melanonotus – wschodnie Indie, Bangladesz.

## Morfologia
Ptak o długości ciała wynoszącej około 30 cm i rozpiętości skrzydeł około 50 cm. Osiąga masę ciała 0,4–0,55 kg.

## Status
Międzynarodowa Unia Ochrony Przyrody (IUCN) uznaje frankolina obrożnego za gatunek najmniejszej troski (LC – least concern) nieprzerwanie od 1988 roku. Trend liczebności populacji uznaje się za stabilny.